# 2008年環球影城大火

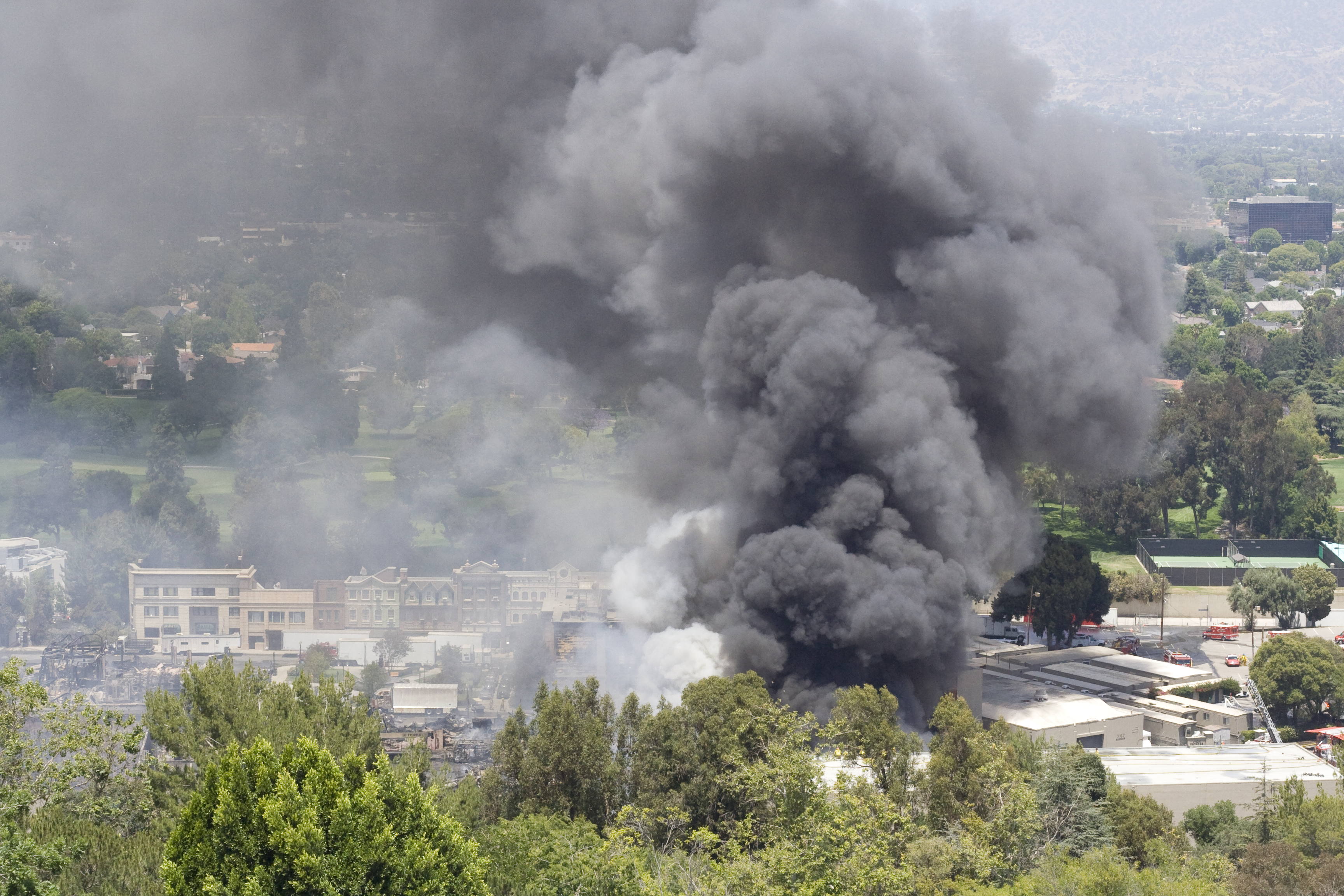
2008年環球影城大火

2008年環球影城大火是指2008年6月1日，位于美國加利福尼亚州洛杉矶县圣费尔南多谷地区的好萊塢環球影城的外景场地发生的火灾。火灾與工人施工不當有關，當時一名工人正在使用喷灯加热沥青瓦。  他本應該確保所有的沥青瓦冷却才能离开施工現場，但他並沒有這麼做，结果引發了三级火灾。此次火災造成九名消防员和一名洛杉矶县副警长受轻伤。在距離起火24小时后，火災被扑灭。 
环球影城的外景场地、40,000至50,000份存儲在實體設備內的视频和电影拷贝、11.8万至17.5万盘音频母带均被此次大火吞噬。 